# Micromussa diminuta
Micromussa diminuta är en korallart som beskrevs av Veron 2002. Micromussa diminuta ingår i släktet Micromussa och familjen Mussidae. IUCN kategoriserar arten globalt som otillräckligt studerad. Inga underarter finns listade i Catalogue of Life.